# Cotoneaster ignavus
Cotoneaster ignavus är en rosväxtart som beskrevs av E. L. Wolf. Cotoneaster ignavus ingår i släktet oxbär, och familjen rosväxter. Inga underarter finns listade i Catalogue of Life.